# NGC 767
NGC 767 (również PGC 7483) – galaktyka spiralna (Sb), znajdująca się w gwiazdozbiorze Wieloryba. Odkrył ją Francis Leavenworth w 1886 roku. Prawdopodobnie oddziałuje grawitacyjnie z sąsiednią, mniejszą galaktyką PGC 989194.